# Urge Ayele
Urge Ayele – etiopski piłkarz grający na pozycji obrońcy. W swojej karierze grał w reprezentacji Etiopii.

## Kariera reprezentacyjna
W 1982 roku Ayele został powołany do reprezentacji Etiopii na Puchar Narodów Afryki 1982. Zagrał na nim w dwóch meczach grupowych: z Nigerią (0:3) i z Zambią (0:1).